# 420

## Události
- zánik Východního Ťinu

## Narození
- Agilulf, princ germánského kmene Kvádů a dalších svébských kmenů († 482)

## Hlavy států
- Papež – Bonifác I. (418–422)
- Východořímská říše – Theodosius II. (408–450)
- Západořímská říše – Honorius (395–423)
- Perská říše – Jazdkart I. (399–421)
- Vizigóti – Theodorich I. (419–451)
- Vandalové – Gunderich (407–428)